# Roupa formal
A roupa formal é um conjunto de peças de roupas, originada no ocidente, no século XIX, que é utilizada em eventos profissionais ou importantes por ser considerada mais adequada em tais ocasiões, são derivadas de regras de protocolo social. Roupas formais, como o fraque, são dotadas de simbologia que representam poder, classe social, senso de estética, configurando marcadores de diferenciação de classe.

## História
Desde o Renascimento, com o nascimento de uma burguesia mercantil (essa, composta apenas por homens), as roupas foram encaixadas dentro de etiquetas sociais, de forma a impor uma forte auto afirmação das classes dominantes. 

No século XIX há uma transição do mundo medieval feudal para o mundo capitalista e burguês, o mundo moderno. Em contrapartida ao Barroco e Rococó, que eram considerados movimentos com excessos de adornos, peso, decorações etc, surgem novos movimentos e junto a eles, novas tendências indumentárias. 

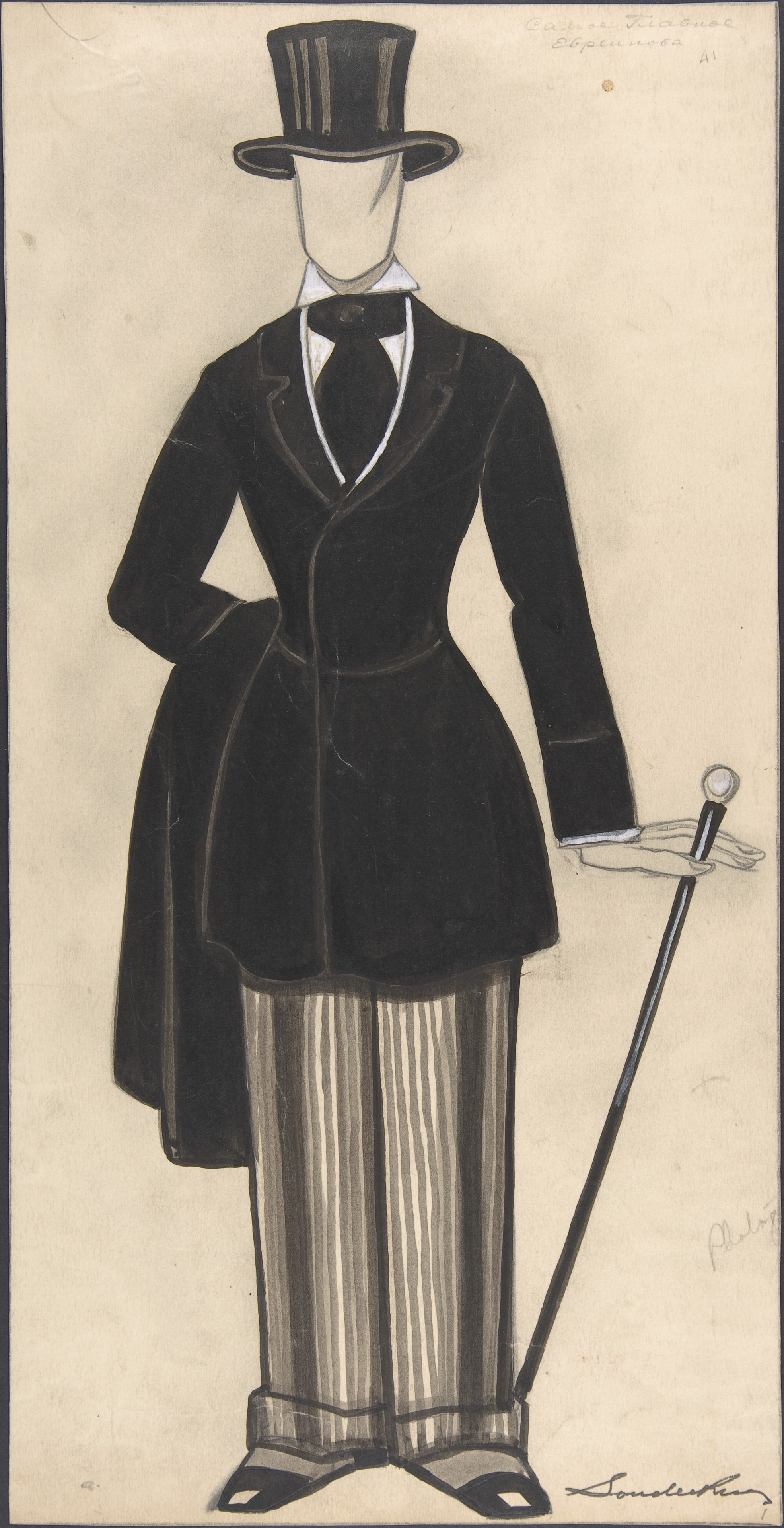
Homem do início do séc. XX de terno (br.)/fato (pt.)

Por volta de 1850, um estilo de vestimenta mais sóbrio, em relação àqueles presentes no Rococó, Romantismo, Neoclassicismo etc, começa a se popularizar dentre o vestuário masculino. Enquanto a fantasia e a decoração eram preservadas para as mulheres, de classe alta, que não trabalhavam, a hegemonia do terno e gravata, sempre com cores neutras, chegou ao guarda-roupa dos homens. Assim, começa-se a notar as influências da Revolução Industrial dentro da indumentária. Não só isso, mas a do trabalho também. Enquanto o homem se vestia de forma neutra e prática, a mulher demonstrava seu status social em forma de vestimenta.

### Dandismo
A partir do século XIX, o papel das mulheres começou a diminuir no Ocidente como uma das consequências do período de industrialização. Os homens eram mais ativos economicamente e as mulheres cobriam a posição de esposa, dona do lar, o que acentuou a diferença entra a maneira de se vestir de cada sexo. O romance e a predominância erótica foram caracterizados por essa época, o que influenciou muito na moda. As roupas ficaram mais glamourosas e cheias de detalhe. A vestimenta masculina tem a calça mais alongada e larga, adornos no pescoço chamam atenção e por volta dos anos 1830 surgem as gravatas.
Assim, o estilo dândi nasce, caracterizado por sua extravagância e foco na masculinidade. As origens exatas do dandismo não são claras, porém sabe-se que ele surgiu com influência no estilo de George Bryan Brummel, também conhecido como Beau ou Buck Brummel. Ele é descrito como o homem mais famoso e influente no início do século XIX em Londres. A contribuição de Brummel foi iniciada devido ao estreitamento de laços com o Príncipe Regente na Inglaterra, o futuro rei George IV. O país foi que cada vez mais se tornando mais influente do que a França, o que serviu de alavanca para a dispersão da indumentária no mundo Ocidental. As roupas eram descritas na época pela sociedade burguesa como elegantes e sóbrias.
Um homem dandista é aquele que se importa muito com sua aparência física, linguagem refinada e calmos hobbies. A partir dessa definição, surge em 1944 o termo "metrossexual", que vem da combinação de "metropolitano" e "heterossexual". Ou seja, um homem que vive em uma cidade metropolitana, pós industrial e capitalista que gasta grande parte do seu dinheiro e tempo na sua aparência.
Segundo Oscar Wilde, escritor inglês influente que seguia o dandismo, disse "O homem que consegue dominar uma mesa de jantar em Londres, consegue dominar o mundo. O futuro pertence ao dandi. Os requintados irão dominar o mundo." O escritor se vestia com tais ternos excêntricos mesmo após cem anos do surgimento desta moda. Se vestir de tal forma, que foi ora até considerada andrógina, transformou-se em uma manifestação modal-cultural, principalmente artística, pensando o dândi como um criador que faz de si mesmo a obra de arte que pretende apresentar ao mundo.
Portanto, Brummel foi o responsável pela origem do terno (br.)/fato (pt.) masculino. Com o tempo, esta peça foi ganhando enorme força entre os homens de grande sucesso monetário e os tecidos e a produção foram barateando e se adaptando para as pessoas com diversos poderes de compra, o que popularizou completamente a vestimenta.

## As mulheres

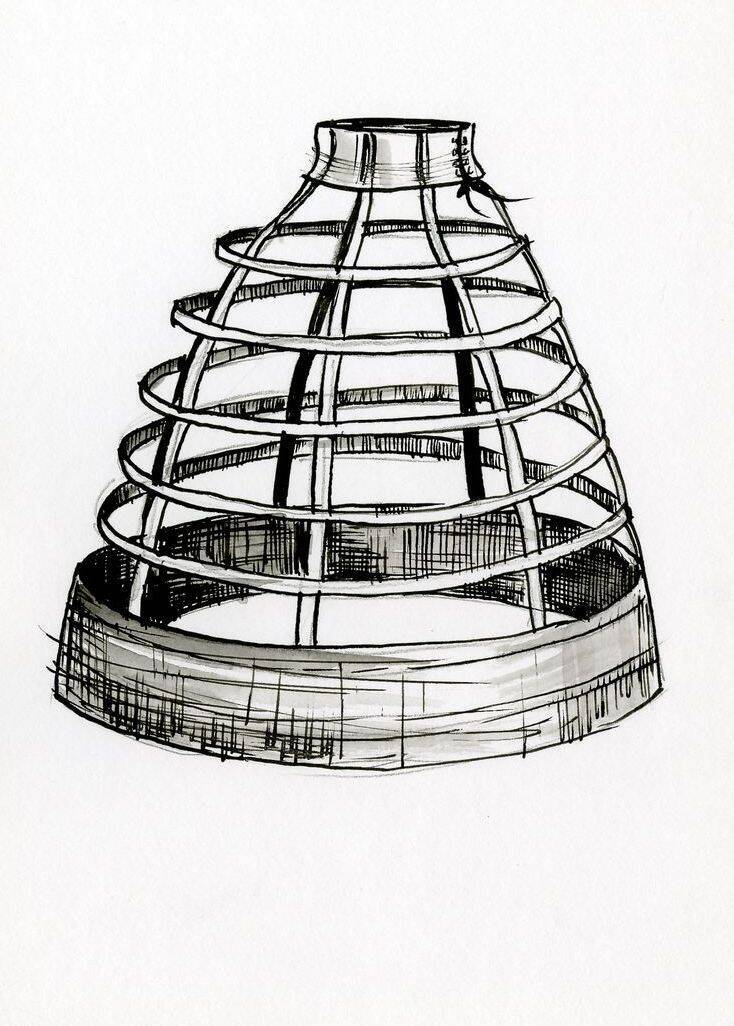
Crinolina, que dá estrutura às saias

Para as mulheres (da alta burguesia), o vestido do Império é substituído pelo espartilho, acompanhado da crinolina que dá estrutura às saias. Nessa época, as mulheres eram postas em situações de submissão aos homens, o que excluiu os decotes, uso de golas nos vestidos e saias até o chão.
Em 1851, Mrs. Bloomer apresentou uma proposta de roupa feminina: saia ampla na altura do joelho e calça larga até o tornozelo, presa na cintura com uma fita, além de detalhes orientais nas roupas. Tal traje interessou muitas mulheres, chegando a ser adotado pelas sufragistas. Porém, ele acabou sendo reprimido por ser considerado ultrajante à posição dos homens e sugerido que fosse uma potencial revolução feminina. 

## O fim do dandismo
A partir de 1880, após a Revolução Industrial, passou-se a considerar que os homens não deveriam mais se preocupar com a moda e as novidades ficaram guardadas para o guarda roupa feminino. Sendo assim, o "terno dandista" continua quase sem alterações até hoje, enquanto as vestimentas femininas evoluíram muito.

## Tipos de roupas formais
- “White tie”, “cravate blanche” ou “traje de cerimónia comprido” ("traje de gala" no Brasil): Casaca.
- “Black tie”, “cravate noire” ou “traje de cerimónia” (após 18h - "traje a rigor" no Brasil): Smoking.
- “Morning coat”, “jacquette” ou  “traje de cerimónia” (diurno, antes das 18h): Fraque.
- “Informal dinner” ou “terno escuro”: Terno (br.)/fato (pt.).[8]

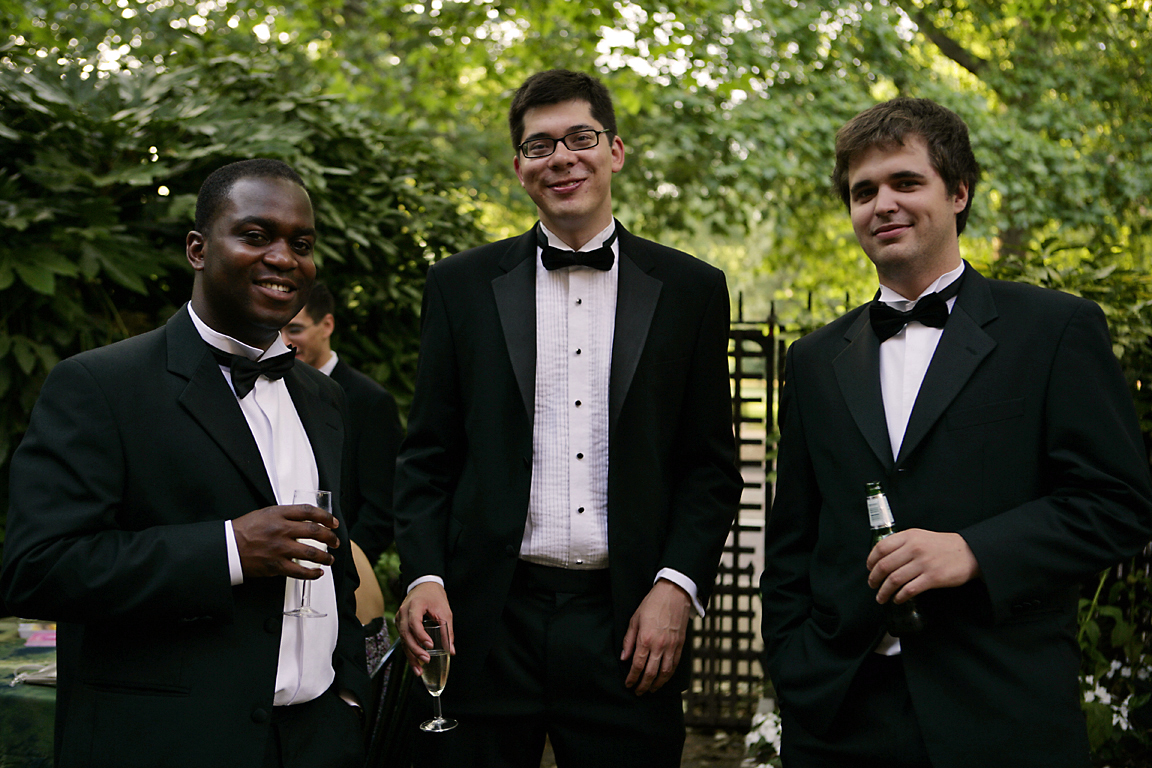
Três homens de smoking.

### Alto grau de cerimónia – dia e noite:Casaca
- Homem: Casaca, laço branco, condecorações e miniaturas, sapatos pretos de verniz.

- Senhora: Vestido longo, de tecido com brilhos e pedrarias, luvas e sapato de salto alto, preferencialmente forrado a tecido.[8]

### Cerimónias, casamentos e eventos formais – dia:Fraque
- Homem: Fraque, gravata ou plastrão, sapato clássico tipo oxford.
- Senhora: Vestido curto (pelo joelho), meia de vidro (ou lycra), chapéu e luvas (opcional).[8]